# Arrondissement Doornik-Moeskroen
Het arrondissement Doornik-Moeskroen is een van de zeven arrondissementen van de Belgische provincie Henegouwen. Het arrondissement heeft een oppervlakte van 708,70 km² en telde 226.584 inwoners op 1 januari 2025.
Het arrondissement is enkel een bestuurlijk arrondissement. Gerechtelijk behoort dit tot het gerechtelijk arrondissement Henegouwen.

## Geschiedenis
Het arrondissement Doornik-Moeskroen ontstond op 1 januari 2019. De arrondissementen Doornik en Moeskroen werden samengevoegd tot dit nieuwe arrondissement.

## Demografische evolutie
De inwoneraantallen voorafgaand aan de oprichting in 2019 hebben betrekking op de fusiegemeenten die sinds de oprichting deel uitmaken van het arrondissement.
- Bron: NIS - Opm: 1831 t/m 1980=volkstellingen; vanaf 1990= inwoneraantal per 1 januari

| Inwoners van jaar tot jaar op 1 januari 1992 tot heden | Inwoners van jaar tot jaar op 1 januari 1992 tot heden | Inwoners van jaar tot jaar op 1 januari 1992 tot heden | Inwoners van jaar tot jaar op 1 januari 1992 tot heden |
| Jaar                                                   | Aantal                                                 | Evolutie: 1992=index 100                               | Evolutie: 2019=index 100                               |
| ------------------------------------------------------ | ------------------------------------------------------ | ------------------------------------------------------ | ------------------------------------------------------ |
| 1992                                                   | 140.769                                                | 100,0                                                  |                                                        |
| 1993                                                   | 140.922                                                | 100,1                                                  |                                                        |
| 1994                                                   | 141.172                                                | 100,3                                                  |                                                        |
| 1995                                                   | 141.212                                                | 100,3                                                  |                                                        |
| 1996                                                   | 140.965                                                | 100,1                                                  |                                                        |
| 1997                                                   | 140.928                                                | 100,1                                                  |                                                        |
| 1998                                                   | 140.757                                                | 100,0                                                  |                                                        |
| 1999                                                   | 140.815                                                | 100,0                                                  |                                                        |
| 2000                                                   | 140.550                                                | 99,8                                                   |                                                        |
| 2001                                                   | 140.673                                                | 99,9                                                   |                                                        |
| 2002                                                   | 140.830                                                | 100,0                                                  |                                                        |
| 2003                                                   | 140.831                                                | 100,0                                                  |                                                        |
| 2004                                                   | 140.977                                                | 100,1                                                  |                                                        |
| 2005                                                   | 141.337                                                | 100,4                                                  |                                                        |
| 2006                                                   | 141.748                                                | 100,7                                                  |                                                        |
| 2007                                                   | 142.196                                                | 101,0                                                  |                                                        |
| 2008                                                   | 142.932                                                | 101,5                                                  |                                                        |
| 2009                                                   | 143.683                                                | 102,1                                                  |                                                        |
| 2010                                                   | 144.486                                                | 102,6                                                  |                                                        |
| 2011                                                   | 145.183                                                | 103,1                                                  |                                                        |
| 2012                                                   | 145.780                                                | 103,6                                                  |                                                        |
| 2013                                                   | 146.297                                                | 103,9                                                  |                                                        |
| 2014                                                   | 146.598                                                | 104,1                                                  |                                                        |
| 2015                                                   | 146.831                                                | 104,3                                                  |                                                        |
| 2016                                                   | 146.535                                                | 104,1                                                  |                                                        |
| 2017                                                   | 146.910                                                | 104,4                                                  |                                                        |
| 2018                                                   | 147.011                                                | 104,4                                                  |                                                        |
| 2019                                                   | 223.417                                                | 158,7                                                  | 100,0                                                  |
| 2020                                                   | 223.799                                                | 159,0                                                  | 100,2                                                  |
| 2021                                                   | 223.620                                                | 158,9                                                  | 100,1                                                  |
| 2022                                                   | 224.167                                                | 159,2                                                  | 100,3                                                  |
| 2023                                                   | 225.041                                                | 159,9                                                  | 100,7                                                  |
| 2024                                                   | 225.839                                                | 160,4                                                  | 101,1                                                  |
| 2025                                                   | 226.584                                                | 161,0                                                  | 101,4                                                  |

## Gemeenten en deelgemeenten
Gemeenten:
- Antoing (stad)
- Brunehaut
- Celles
- Doornik (Tournai) (stad)
- Estaimpuis
- Komen-Waasten (Comines-Warneton) (stad)
- Leuze-en-Hainaut (stad)
- Moeskroen (Mouscron) (stad)
- Mont-de-l'Enclus
- Pecq
- Péruwelz (stad)
- Rumes

Deelgemeenten:
| - Amougies - Anserœul - Antoing - Bailleul - Barry - Baugnies - Beclers - Blandain - Bléharies - Blicquy - Bon-Secours - Braffe - Brasménil - Bruyelle - Bury - Callenelle - Calonne - Celles - Chapelle-à-Oie - Chapelle-à-Wattines - Chercq - Doornik (Tournai) - Dottenijs (Dottignies) - Ere - Escanaffles - Esplechin - Esquelmes - Estaimbourg - Estaimpuis - Évregnies - Fontenoy - Froidmont - Froyennes |

| - Gallaix - Gaurain-Ramecroix - Grandmetz - Guignies - Havinnes - Hérinnes - Hertain - Herzeeuw (Herseaux) - Hollain - Houthem - Howardries - Jollain-Merlin - Kain - Komen (Comines) - La Glanerie - Lamain - Laplaigne - Leers-Nord - Lesdain - Leuze-en-Hainaut - Lowingen (Luingne) - Marquain - Maubray - Maulde - Melles - Moeskroen (Mouscron) - Molenbaix - Mont-Saint-Aubert - Mourcourt - Néchin - Neerwaasten (Bas-Warneton) - Obigies - Orcq |

| - Orroir - Pecq - Péronnes-lez-Antoing - Péruwelz - Pipaix - Ploegsteert - Popuelles - Pottes - Quartes - Ramegnies-Chin - Rongy - Roucourt - Rozenaken (Russeignies) - Rumes - Rumillies - Saint-Léger - Saint-Maur - Taintignies - Templeuve - Thieulain - Thimougies - Tourpes - Vaulx - Velaines - Vezon - Waasten (Warneton) - Warchin - Warcoing - Wasmes-Audemez-Briffœil - Wez-Velvain - Wiers - Willaupuis - Willemeau |

Aalst · Aarlen · Aat · Antwerpen · Bastenaken · Bergen · Borgworm · Brugge · Brussel-Hoofdstad · Charleroi · Dendermonde · Diksmuide · Dinant · Doornik-Moeskroen · Eeklo · Gent · Halle-Vilvoorde · Hasselt · Hoei · Ieper · Kortrijk · La Louvière · Leuven · Luik · Maaseik · Marche-en-Famenne · Mechelen · Namen · Neufchâteau · Nijvel · Oostende · Oudenaarde · Philippeville · Roeselare · Sint-Niklaas · Thuin · Tielt · Tongeren · Turnhout · Verviers · Veurne · Virton · Zinnik